# 정동항 (강릉시)
정동항(正東港, Jeongdongjinhang Harbor)은 강원특별자치도 강릉시 강동면 정동진리에 있는 어항이다. '정동포구'라고도 한다. 어촌정주어항으로 지정하여 관리하고 있다. 시설관리자는 강릉시장이다.

## 연혁
- 마을 한 가운데 고성산이 있어서 고성동이라고 했다가 이후 '궁궐이 있는 한양에서 정동쪽에 있는 바닷가'라는 뜻에서 정동진라고 한다.

## 주요 어종
- 약 30여 가구가 어업에 종사하고 있다. 주 어종은 가자미, 청어, 임연수어, 꽁치 등이며 그 외에 전복도 많다. 특히 청정바다에서 나는 정동미역은 그 맛이 독특해서 국내에 널리 알려져 있다. 또한 5월~6월에 손으로 잡는 손꽁치구이도 별미중의 별미로 꼽힌다.
- 주요 어장인 연안어장의 해상거리는 1~5km이며, 10월~이듬해 2월에는 가자미가, 11월~이듬해 1월에는 청어가, 4월~10월에는 임연수어가 많이 잡힌다. 매년 정월 대보름과 오월 단오에는 동제를 겸한 풍어제를 지낸다.

## 주변 관광
- 얼핏 보면 바위와 방파제로 꽉 막힌 듯이 보이나 자세히 보면 바위사이로 난 작은 틈새를 돌아 배가 드나들게 되어 있어 마치 전쟁영화에 나오는 숨겨진 요새처럼 보이는 작은 규모의 어항이다.
- 항구에서 도보로 10분 거리에 TV드라마 '모래시계'의 촬영지였던 전국적인 테마관광지인 정동진역이 있다. 일출, 해변철도, 간이역, 해안절벽의 기암괴석 등 다채로운 풍경을 보기위해 해마다 많은 관광객이 몰려든다.
- 인근에 위치해 있는 항구로는 금진항이 육상으로 5km, 해상으로는 3km 정도 떨어져 있다.